# Werra-Suhltal-Radweg
Der Werra-Suhltal-Radweg ist ein Radwanderweg im Wartburgkreis in Thüringen. Er wurde 2015 ausgewiesen und eingeweiht. Auf ca. 33 km Länge verbindet der Radwanderweg die am Werratal-Radweg gelegenen Orte Bad Salzungen und Gerstungen alternativ entlang des namensgebenden Flüsschens Suhl.
Die Startpunkte des Radwanderwegs sind mit Regionalbahnen erreichbar, in Gerstungen (RB6, Bahnstrecke Eisenach–Bebra) und in Bad Salzungen (RB41, Bahnstrecke Eisenach–Meiningen).

## Orte und Kulturdenkmäler
Gerstungen (~2.100 Einw.)
Der Flecken Gerstungen wird zuerst 744 in der Schenkungsurkunde an das Reichskloster Fulda genannt und ist durch den 1074 hier geschlossenen Frieden zwischen dem römisch-deutschen König Heinrich IV. und den aufständischen thüringischen und sächsischen Grafen und Bischöfen bekannt. Besonders sehenswert ist das Schloss Gerstungen mit dem Werratalmuseum. Der Schlossneubau wurde im 18. Jahrhundert vom bauwütigen Ernst August I., Herzog von Sachsen-Weimar und Sachsen-Eisenach in Auftrag gegeben und erfolgte auf den Grundmauern der einstigen Wasserburg aus dem frühen Mittelalter, die auf einem 10 m hohen Hügel direkt an der Werra errichtet wurde, welche breite Gräben um den Hügel speiste.
Berka/Werra (~1.300 Einw.)
Berka, zuerst Anfang des 9. Jahrhunderts im Güterverzeichnis des Reichsklosters Hersfeld erwähnt, war bereits im frühen Mittelalter Etappenort der Fernstraßen vom Mittelrheingebiet nach Thüringen, etwa der Kurzen Hessen über Hersfeld und der Via Regia bzw. Antsanvia über Fulda. Martin Luther übernachtete hier auf dem Rückweg vom Reichstag zu Worms 1521, und zwar im Gasthof Zum Stern, in dem sich heute eine kleine Ausstellung zum Leben und Wirken Martin Luthers sowie zur Architektur des um 1490 erbauten Hauses finden lässt. Sehenswert sind auch die Storchenbäckerei und das Untertor.
Marksuhl (~1.100 Einw.)
Das in einer Verkaufsurkunde Landgraf Albrechts von 1306 bereits als Dorf Villa Marksula bezeichnete fuldische Lehen ist ebenfalls Etappenort der Via Regia und lebte lange Zeit vom Vorspanngeschäft. Johann Ernst, Sohn des unglückseligen Herzogs Johann Friedrich II., wählte 1587 Marsuhl zu seiner Residenz, damals zu Sachsen-Coburg-Eisenach gehörig, das er nach seines Bruders Tod Casimir bis 1638 allein regierte. Den folgenden Herzögen diente es als Jagdschloss. Der Innenhof ist frei zugänglich.
Möhra (~500 Einw.)
1257 bezeugt ein Conradus von More eine Schenkung Heinrichs von Frankenstein – die früheste Erwähnung Möhras. Bekannt ist Möhra als Lutherstammort, in dem Martin Luthers Familie väterlicherseits lebte, die er dort des Öfteren besuchte, so auch auf der Rückreise von Worms 1521, kurz bevor der geächtete Luther zu seinem Schutz auf die Wartburg gebracht wurde. Sehenswert ist das 1846 errichtete überlebensgroße Lutherdenkmal.
Bad Salzungen (~15.000 Einw.)
775 stellte der Frankenkönig Karl eine Schenkungsurkunde des Zehnten von seiner Villa Salsunga an das Kloster Hersfeld aus – die erste Erwähnung Bad Salzungens. Sehenswert sind der Burgsee und der Marktplatz sowie die historischen Gradierwerke in der Werraaue.